# Chiaramonte Gulfi
Chiaramonte Gulfi es una localidad italiana de la provincia de Ragusa, región de Sicilia, con 8.128 habitantes.

Ubicación de la ciudad de Chiaramonte Gulfi dentro de la provincia de Pistoia.

## Evolución demográfica
| Gráfica de evolución demográfica de Chiaramonte Gulfi entre 1861 y 2001 |
|                                                                         |
| Fuente ISTAT - Elaboración gráfica por parte de Wikipedia               |